# Symposium international de l'eau
Créé en 1999, le Symposium International de l'Eau (en anglais "Cannes Water Symposium") s'est tenu chaque année au Palais des Festivals de Cannes, jusqu'en 2011. Il n'a plus été organisé depuis.

## Présentation

### Historique
L’eau devient un enjeu national et international prioritaire. Le développement irréversible des Nations influe sur la qualité et la quantité de cette ressource vulnérable. La connaissance des ressources en eau et leur gestion technique, juridique et financière méritent ainsi notre plus grande attention.
Pendant douze ans, le Symposium International de l’Eau s'est efforcé de réunir l'ensemble des acteurs capables de réfléchir ensemble à des solutions d'avenir. Comptons parmi ces acteurs, l’UNESCO, les Universités des Nations unies et de Nice-Sophia Antipolis et la Ville de Cannes, fondateurs du Réseau Méditerranéen UNITWIN sur les ressources en eau, le développement durable et la paix.

### Chiffres clés

#### Audience
- 3 000 participants toutes actions confondues
- 100 conférenciers annuels (traductions simultanées organisées)
- 78 nationalités différentes depuis sa création

#### Profils transectoriels
- 41 % de professionnels
- 38,7 % de décideurs politiques
- 20,3 % de scientifiques et membres de l'Académie des Sciences

### Secteurs et marchés représentés
- Activité en mer
- Aéronautique
- Aménagement portuaire de commerce et de plaisance
- Audit, conseil, certification, normalisation
- Centre de formations professionnelles
- Collectivités territoriales
- Commerce équitable
- Commerce et distribution
- Institutionnels internationaux et nationaux
- Pôles de compétitivité
- Service de distribution de l'eau
- Service retraitement
- Service de surveillance et de sécurité en mer
- Universités et centres de recherche
- Usines de retraitement

### Les pays participants
EUROPE :
Albanie, Belgique, Bosnie-Herzégovine, Bulgarie, Croatie, Finlande, France, Allemagne, Grèce, Hongrie, Italie, Luxembourg, Macédoine,	Moldavie, Monaco, Norvège, Pologne, Portugal, Roumanie, Russie, Slovénie, Espagne, Suède, Suisse, Pays-Bas, Turquie, Ukraine, Royaume-Uni, Yougoslavie.
LES AMERIQUES :
Argentine, Bolivie, Brésil, Canada, Chili, Cuba, Guadeloupe, Guyane, Martinique, Paraguay, Uruguay, USA
MOYEN-ORIENT, ASIE :
Azerbaïdjan, Chine, Inde, Indonésie, Israël, Japon, Jordanie, Koweït, Liban, Pakistan, Palestine, Émirats arabes unis, Syrie, Saudi Arabia
AFRIQUE ET OCEAN INDIEN :
Algérie, Angola, Bénin, Cameroun, Tchad, Congo-Brazzaville, Congo-Kinshasa, Égypte, Ghana, Guinée Conakry, Côte d’Ivoire, Kenya, Libye, Madagascar, Mauritanie, Maroc, Niger, Réunion, Rwanda, Sénégal, afrique du Sud, Soudan, Togo, Tunisie.
OCEANIE :
Australie, Nouvelle-Zélande

## Services
- Conférences professionnelles et Grand Public : Des conférences de haut niveau pour échanger, s'enrichir, diffuser.

- Ateliers scientifiques et techniques : Des ateliers pour développer ses compétences et présenter ses travaux.

- Formations professionnelles : Des formations pour se former aux techniques de demain.

- Business Meetings : Des rendez-vous d'affaires ciblés pour rencontrer ses contacts et de nouveaux partenaires.

- Forum de rencontres et d'échanges : Un forum sur le modèle de l'Agora pour présenter ses innovations, partager et diffuser ses idées.

- Espace d'exposition : Une vitrine d'exposition pour les partenaires (entreprises, associations, organismes), pour faire reconnaître ses talents et renforcer son image de marque.

- Événements exceptionnels : Des soirées professionnelles, des cocktails, présence de délégations étrangères, présence d'invités de marque, etc.

## Symposium 2011

### Thèmes

#### EAU de MER
- Les ports du futur : Pourquoi faut-il mettre en commun les outils performants d'aide à la décision des transports maritimes et de la gestion des flux touristiques ?
- Aménagement durable du littoral : Comment gérer les espaces littoraux dans un contexte de surpeuplement de ces zones ?

#### EAU de VILLE
- Assainissement individuel et collectif : Quelles sont les nouvelles techniques qui concernent les habitations individuelles ou les grands centres urbains ? Comment exporter ce savoir-faire dans les pays en voie d’émergence ?
- Traitement des eaux urbaines et industrielles : Comment garantir et comment gérer la qualité des eaux recyclées ?
- La qualité de l'eau et les risques infectieux : Comment prévenir les risques infectieux dans les hôpitaux et les eaux résiduelles issues des industries et des zones d’habitation ? Comment contrôler la qualité des eaux chaudes sanitaires, des eaux de refroidissement, des eaux de piscine, etc.
- Défis des nanotechnologies : Comment les nanotechnologies vont-elles bouleverser les techniques de traitement des eaux ?
- Variations climatiques et gestion de crise : Comment les variations climatiques influent sur la gestion de l’eau ?

### Programme général
| Mercredi 29 juin                                         | Jeudi 30 juin                   | Vendredi 1er juillet                                           |
| -------------------------------------------------------- | ------------------------------- | -------------------------------------------------------------- |
| Cérémonie d'ouverture - Inauguration du showroom         | Ateliers - Conférences - Forums | Ateliers - Conférences - Forums                                |
| Conférences des professionnels - Conférence Grand Public | Ateliers - Conférences - Forums | Ateliers - Conférences - Forums                                |
| Soirée professionnelle d'Ouverture au bord de l'eau      | Soirée de Gala                  | Soirée de Remise des Prix Internationaux de Cannes et de l'Eau |